# Euproctis amydra
Euproctis amydra är en fjärilsart som beskrevs av Collenette 1929. Euproctis amydra ingår i släktet Euproctis och familjen tofsspinnare. Inga underarter finns listade i Catalogue of Life.